# Усть-Кезес
Усть-Кезес — посёлок в Таштагольском районе Кемеровской области. Входит в состав Усть-Кабырзинского сельского поселения.

## География
Усть-Кезес находится в месте впадения реки Кезес в Пызас.
Центральная часть населённого пункта расположена на высоте 435,3 метров над уровнем моря.
Уличная сеть
В посёлке одна улица — Мостовая.

## Население
| 2010 |
| ---- |
| 24   |

По данным Всероссийской переписи населения 2010 года, в посёлке Усть-Кезес проживает 24 человека (11 мужчин, 13 женщин).

## Известные уроженцы
Арбачаков Юрий Яковлевич (р.1966) — боксёр, Заслуженный мастер спорта СССР.